# 口簧琴

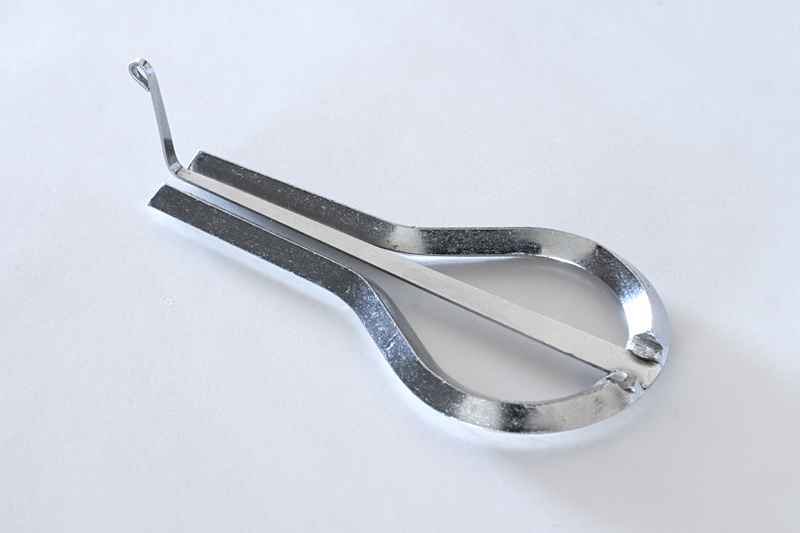
美国产金属制口簧琴

口簧琴，又稱口簧、口弦、嘴琴等，是一種薄片（英語：Jew's Harp）樂器，由連接在框架上的柔性金屬或竹舌或簧片組成。 口簧琴很可能起源於西伯利亞，特別是在阿爾泰山脈或其周圍。 它們是一種古老的民間樂器，廣泛使用於亞洲（特別是東南亞、南亞以及北亞）、美洲 、大洋洲以及歐洲，非洲的記錄則相對較少。
口簧琴的樂器主體是一個一端固定於框式琴臺上，另一端可自由振動的簧片，樂器演奏者將琴臺置於雙唇之間，以撥動簧片或拉扯一根繫附於琴臺上細繩的方式，使簧片振動發聲，並以演奏者的口腔共鳴產生樂音。
口簧琴可以被歸類為 idioglot 或 heteroglot（無論框架和音叉是否是一體的）； 根據框架的形狀（桿或飾板）； 根據尖齒的數量，以及尖齒是彈撥的、聯合敲擊的還是拉弦的。

## 樂器的形態概說

### 在樂器分類上的位置

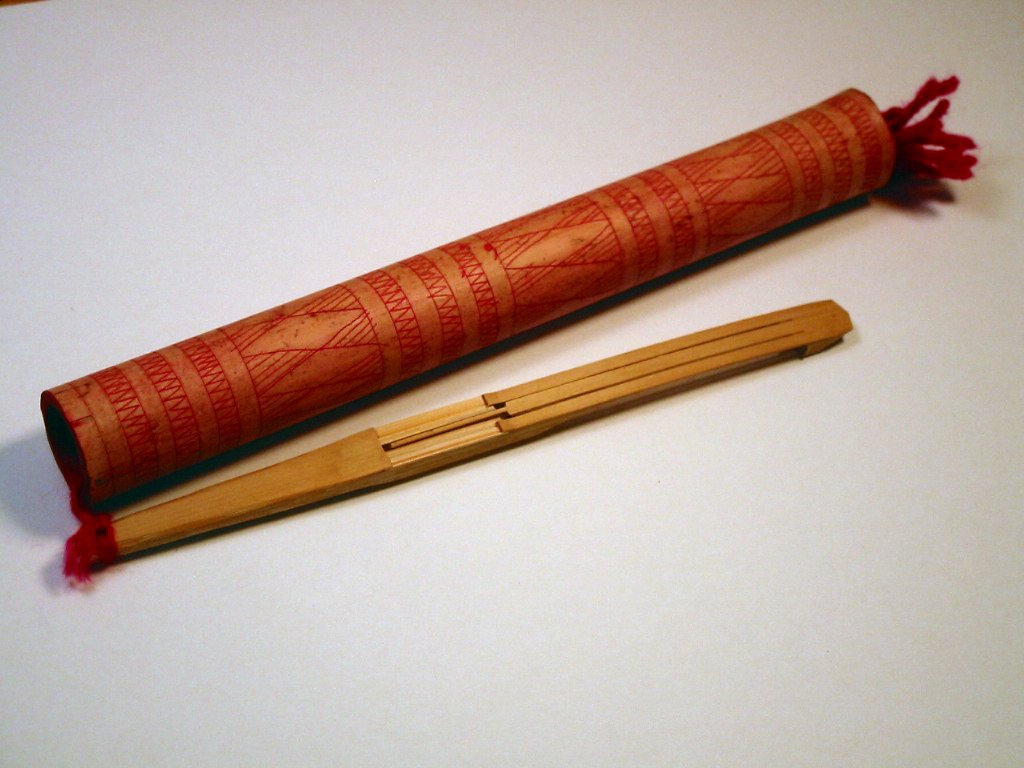
泰國竹製彈口簧琴附琴套

由於口簧琴的聲響來源是簧片的振動，因此若依照一般常用，將樂器分為弦樂器、管樂器、打擊樂器的分類方式，則口簧難以歸類。而根據現今音樂學上所通用之霍恩博斯特爾-薩克斯分類法（Hornbostel-Sachs，簡稱H-S分類法），口簧乃屬於體鳴樂器（分類編號 1）下，彈撥體鳴樂器（plucked idiophone，分類編號 12），其分類編號為 121.2。
茲將H-S分類法中，關於口簧的部份節錄於下：
- 1 體鳴樂器
  - 12 彈撥體鳴樂器
    - 121 框架形式，彈性簧片於框架內振動
      - 121.2 口簧
        - 121.21 自體（idioglot）口簧，簧片從框架上所切出，其根部附於框架上（自體一詞指簧片與框架屬於同一個體）
        - 121.22 異體（heteroglot）口簧，外加的簧片附著於框架上（異體一詞指簧片與框架屬不同個體）
          - 121.221 單一異體口簧
          - 121.222 異體口簧組，數個不同音高的異體口簧結合一組成為一件樂器

H-S分類法中所謂的「彈撥體鳴樂器」，是指該樂器的最主要發聲體為一或多個一端固定之彈性簧片，然而所用「彈撥」一詞，並不適用於以拉動細繩致使簧片振動產生聲響的口簧種類。
有些音樂學者如1943年曾至台灣本島進行音樂調查的日本民族音樂學家黑澤隆朝認為，H-S分類法中，將口簧琴從形態學觀點區分為自體口簧及異體口簧的方式並不十分恰當，而另採演奏方法為標準，劃分做彈口簧以及繩口簧（黑澤使用的日語原文做「彈き口琴」與「紐口琴」）兩大類。

## 中國大陸的口簧琴

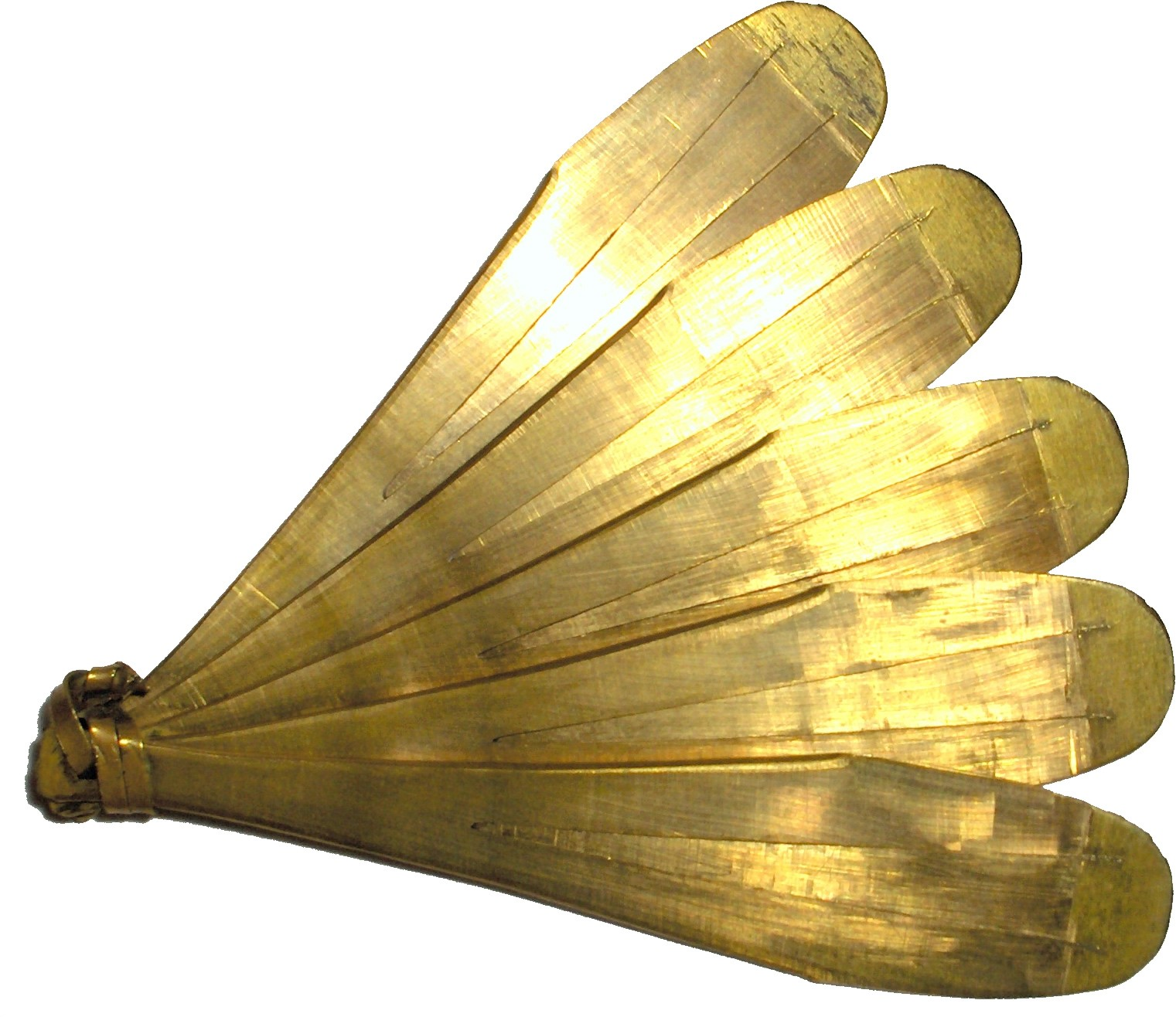
五弦口弦

民族音乐学家從傳說中推測认为新石器时代晚期出現。先秦时期称“簧”，《诗经·小雅》：“巧言如簧。”约在唐宋时期有“竹簧”、“铁簧”、“铁叶簧”、“雅簧”等名，明清时期主要称“口琴”，现在通常称“口弦”。在中国少数民族地区流传广泛，各民族称呼不一。与古代汉文化的名称有密切关系。在流传有口弦的38个少数民族语言的汉译名多達100个以上。
簧在少数民族中是谈情说爱的乐器之一，还常被用来作为青年男女定情的信物。多片制的簧往往配有一个小竹筒，竹筒表面刻有精致的花纹，随身携带，以便在需要的场合演奏。

### 结构形制
一般在一根长薄竹片上刻出一簧舌，舌根扁薄舌端细长的尖，是发音部位。外缘为簧框，簧框在近舌根外的一端为股部；簧框在近舌尖外的一端为首部，是手的执持部位。
框的形状主要有竹製的长薄形和金屬製的马蹄形两种，可以弹拨股部发音，可以弹拨舌尖发音，也可以拉拽股部的线来发音。  
多片口弦组合的形制。

### 演奏與調音
以左手执首部，框横置于口，用两唇轻含，用右手拨簧的股部，使簧舌振动，同时以口腔为共鸣器，不断改变口腔大小，可奏出一系列自然泛音。常见形制的簧舌为长三角形和长条形，舌尖凸出一尖刺。簧也常用来与其它乐器合奏或为歌舞伴奏。
为了同其他乐器合奏，可调整簧的基音。竹簧的调音是以切削股部的方法来进行的，股部的长度决定基音音高，也有在簧舌粘蜡珠的方法来调音的。

## 臺灣原住民的口簧琴

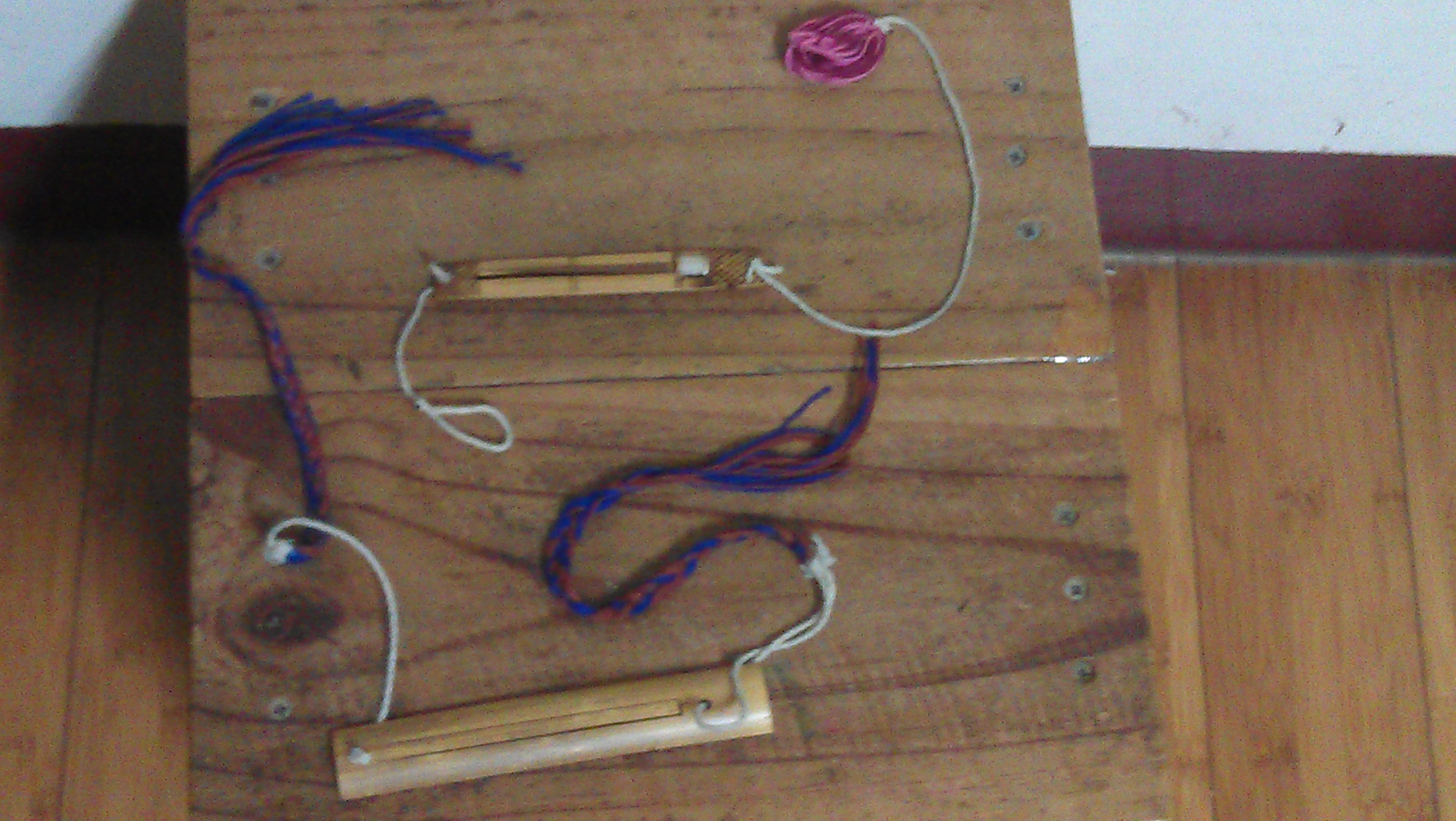
臺灣原住民口簧琴

台灣原住民幾乎各族都有口簧琴的使用。由於平埔族漢化日早，目前已無確實的口簧實物留下，但根據明清時代的文獻來看，平埔族群的原住民確有口簧琴的使用。至於目前官方承認的16個原住民族中，只有達悟族人不使用口簧琴，其他各族都有口簧琴，又以泰雅族、太魯閣族及賽德克族使用最為有名，其次為阿美族、布農族等。民族學、人類學家以及私人愛好者有收藏各族口簧琴實物，並有諸多音樂學者對上述提到的幾個族群的口簧琴音樂留下錄音。

### 泰雅族
泰雅族口簧琴泰雅語稱為lubuw，用於泰雅人的自娛、男女訴情等場合，老幼皆宜，一般在出草、狩獵、喪事期間禁止使用。泰雅口簧以其多簧口簧著名，傳說可至8簧之多，然文獻至多僅記錄到6簧，現代泰雅族人已嘗試製作全套包括竹台單竹簧、竹台簧金屬簧、2簧、3簧、4簧等到8簧的口簧組。多簧樂器的簧片音高，調成與泰雅傳統音樂音階的排列相同，即「大二度－小三度－大二度」。
除樂器實體的多簧構造十分特殊外，泰雅族口簧亦以其口簧舞著稱，男女相對，一面演奏著口簧琴，一面左右抬腳隨著音樂節奏踏跳。泰雅人也可以使用口簧代替實際語言來傳遞訊息，即將原本用「口說」的內容透過口簧，表達給對方知道。有一說法是青年男女用這種方式說悄悄話不讓外人得知，然而今天已經越來越少人還具備這種能力了。

### 太魯閣族

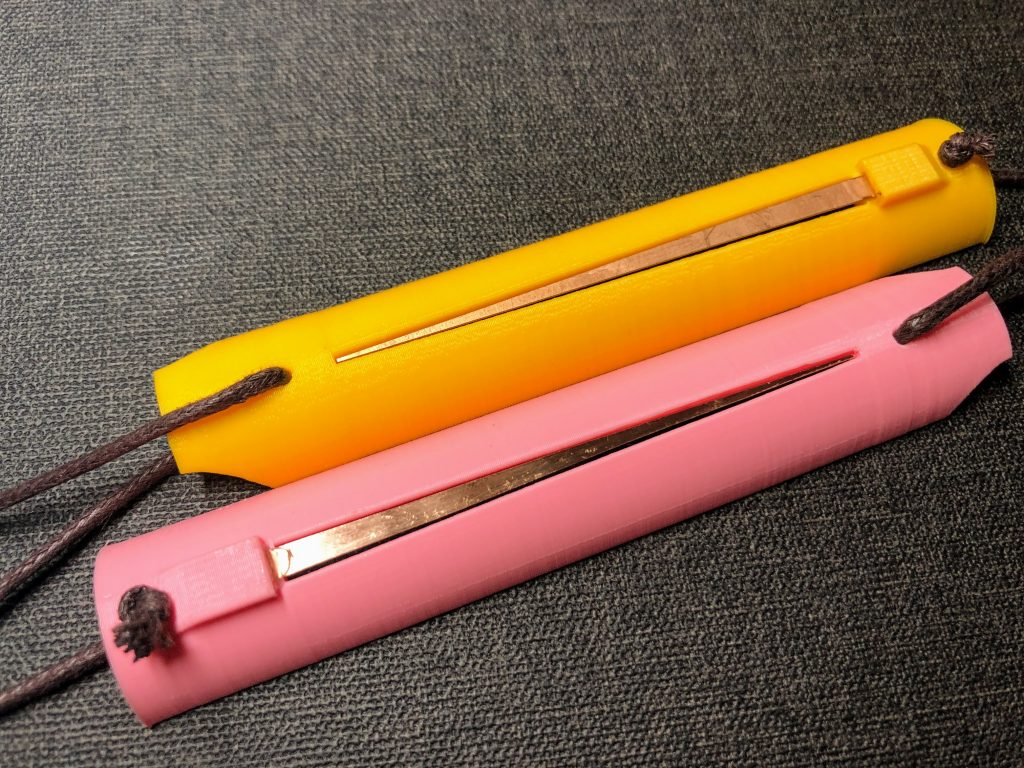

由於太魯閣族過去被視為泰雅族的亞族，因此文獻記錄常常沒有分辨出來，我們只能進一步從收集或錄音的地點來判斷是否為太魯閣族口簧。太魯閣族口簧琴較為常見的有lubug qawqaw（竹口簧）、brux/lubug kingal（單銅片口簧）、lubug dha（2銅片口簧）、lubug spat（4銅片口簧）、lubug lima（5銅片口簧琴），其它如6、7、8銅片口簧較為少見，比較不常見到3簧的口簧琴，傳說3在太魯閣族裡是不吉祥的數字，所以3簧口簧琴就不被族人製作。另有一種說法是，據太魯閣族Hayu Yudaw（哈尤．尤道）牧師說法，太魯閣族少見３音律的歌，３簧口簧琴不易伴奏與詮譯太魯閣族傳統的歌謠，因此太魯閣族的社群中沒有３簧的口簧琴。
2015年，太魯閣族人Lahang Lowsing(拉罕羅幸)為了更積極推廣口簧琴，引入３Ｄ列印及鐳射切割技術來降低口簧琴製作的門檻，開創了臺灣原住民族口簧琴新興製程。(詳見口簧工竂 （页面存档备份，存于）)

## 图集

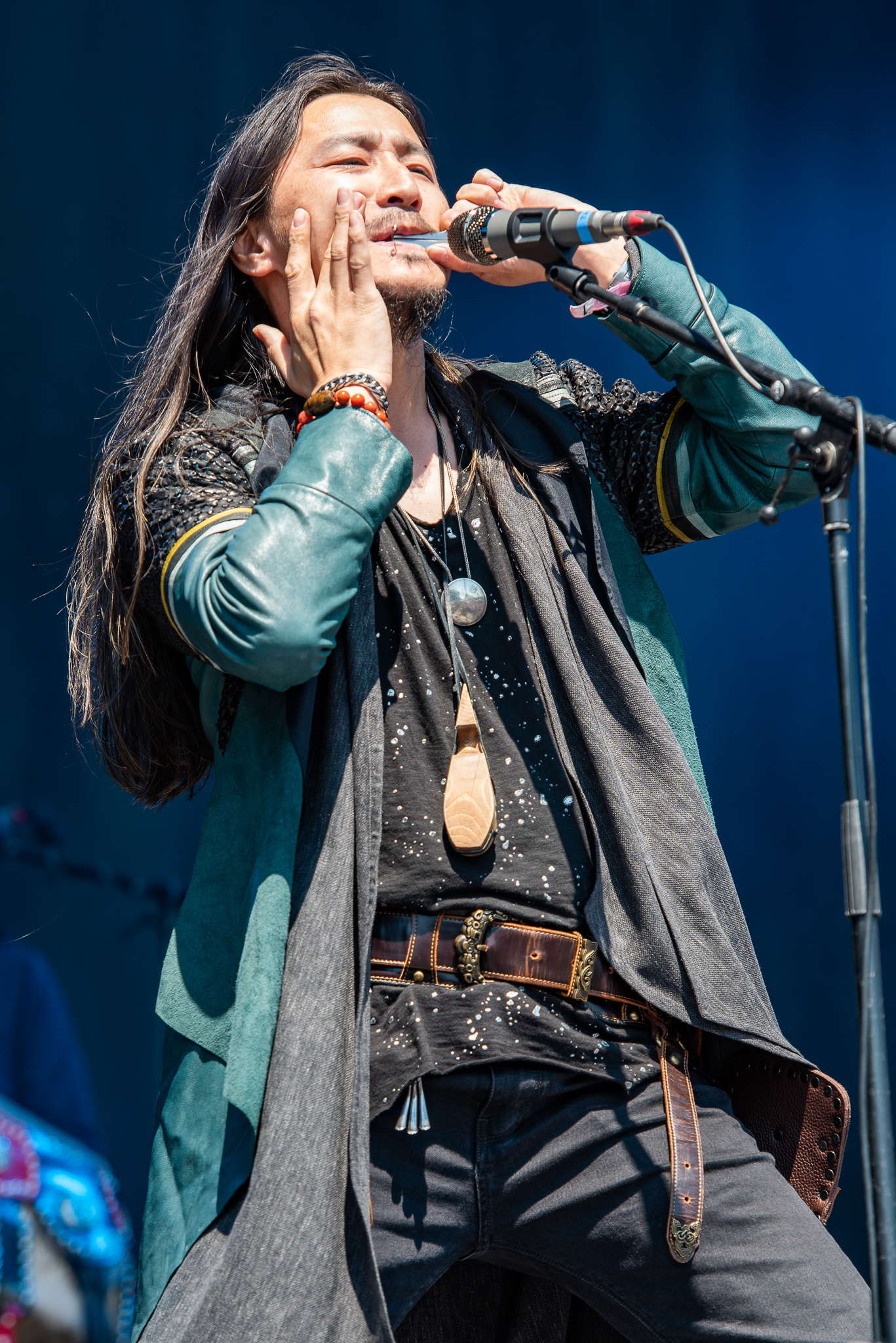
蒙古国摇滚乐队The Hu成员演奏口簧琴

## 外部連結
- The Jew's Harp Guild（页面存档备份，存于）：英文內容
- GUIMBARDES：英文內容
- The world's most complete Jew's Harp Collection（页面存档备份，存于）：英德文內容，附許多世界各地之口簧琴照片
- Johann Georg Albrechtsberger: Konzert für Maultrommel und Streicher（页面存档备份，存于）：德文內容，介紹 Johann Georg Albrechtsberger 的《口簧與弦樂協奏曲》
- 口琴てナニ!?（页面存档备份，存于）：日文內容，附各種相關照片
- 竹臺金屬單簧口簧琴製作簡介：竹臺金屬簧口簧琴製作詳解，包括口簧實際演奏的錄影與錄音
- 口簧工竂 （页面存档备份，存于）：Bii Lubug, 太魯閣族人口簧製作部落格